# 고태규
고태규(1996년 8월 2일 ~ )는 대한민국의 축구 선수로, 포지션은 센터백이다. 현재 K리그2 안산 그리너스 FC 소속이다.